# Ув'язнені (фільм, 1936)
«Ув'язнені» — радянський звуковий художній фільм 1936 року пропагандистської спрямованості про перевиховання злочинців-кримінальників і шкідників, які відбувають покарання на будівництві Біломорканалу. Фільм знятий на кіностудії «Мосфільм» режисером Євгеном Червяковим за написаною в 1934 році п'єсою Миколи Погодіна «Аристократи».

## Сюжет
Нова група ув'язнених, в числі яких засуджений на 10 років за шкідництво інженер-гідротехнік Садовський і рецидивіст по кличці Костя-капітан, прибуває до табору НКВС на далекому Півночі. Події розгортаються в таборі на будівництві Біломорканалу. Ватажок кримінальників Костя-капітан забороняє людям виходити на роботу, зриваючи план ударного будівництва і перешкоджаючи трудовому перевихованню ув'язнених. У центрі сюжету також засуджена бандитка Сонька, яка на свободі брала участь в нальотах, вбивала. Досвідчена кримінальниця, яка 15 років не працювала і пишалася цим, стає на шлях виправлення і агітує свого дружка Костю-капітана. Адміністрація табору тактовно і наполегливо бореться за виправлення співгромадян, що оступилися, демонструючи гуманізм радянської влади. Чекісти призначають Костю-капітана начальником експедиції, завдання якої — сплавити ліс для будівництва і видають йому зброю під розписку. Про успішну роботу ув'язненого Костянтина Дорохова пише табірна газета «Перековування». Також показано перевиховання двох інженерів, Боткіна і Садовського, засуджених за шкідництво. У таборі вони змінили свої переконання, допомогли добудувати канал, були звільнені достроково і представлені до нагородження орденами. У заключних кадрах пароплав «Карл Маркс» йде по шлюзах Повенчанських сходів Біломорканалу.

## У ролях
- Михайло Астангов —  засуджений на прізвисько «Костя-капітан», Костянтин Дорохов, «ростовський»
- Олександр Чебан —  великий начальник, працівник ГПУ
- Борис Добронравов —  начальник табору Громов
- Михайло Яншин —  Макс, засуджений за розтрату
- Віра Янукова —  Соня, засуджена бандитка
- Надія Єрмакович —  Маргарита Іванівна, засуджена, секретар інженера Садовського
- Борис Тамарін —  інженер-гідротехнік Садовський Юрій Миколайович, засуджений за шкідництво
- Геннадій Мічурін —  інженер Боткін, засуджений за шкідництво
- Павло Оленєв —  Саша, засуджений шахрай
- Костянтин Назаренко —  засуджений на прізвисько Лимон
- В'ячеслав Новиков —  Митя, в'язень-ударник
- Марія Горичева —  мати Садовського
- Олександр Антонов —  засуджений на прізвисько Ваня-силач
- Василь Бокарєв —  комендант табору
- Володимир Уральський —  Чайковський, засуджений-завгосп
- Олена Понсова —  засуджена на прізвисько Фефьола
- Володимир Дорофєєв —  капітан пароплава
- Лев Іванов —  ув'язнений на прізвисько Берет
- Марія Ключарьова —  Нінка, ув'язнена
- Серафим Козьминський —  Петін, ув'язнений
- Костянтин Градополов —  Пижов, ув'язнений
- Людмила Садикова —  ув'язнена
- Марк Бернес —  ув'язнений, епізод  (перша роль в кіно)

## Знімальна група
- Автор сценарію: Микола Погодін
- Режисер: Євген Червяков
- Асистенти режисера: Євген Брюнчугін, Г. Славатинський
- Оператори: Михайло Гіндін, Борис Петров
- Композитор: Юрій Шапорін
- Звукооператор: Семен Ключевський
- Художники: Михайло Карякін, Борис Кноблок, Віктор Пантелєєв
- Автор тексту пісень: Сергій Алімов
- Директор виробництва: Захар Даревський